# La Guerre des modifications
La Guerre des modifications (titre original : The Big Time) est un roman de science-fiction écrit par Fritz Leiber et publié en feuilleton, de mars à avril 1958, dans les colonnes du mensuel Galaxy Science Fiction puis publié sous forme de roman imprimé en 1961. Il a obtenu le prix Hugo du meilleur roman 1958. 
L'auteur a écrit une suite, Les Racines du passé (The Mind Spider), parue en 1961, qui est en fait un recueil de nouvelles sur ce même thème de la modification du passé et qui constitue avec le premier volume ce qu'on appelle parfois le Cycle de la Guerre modificatrice.

## Résumé
Les Araignées et les Serpents se livrent une guerre en modifiant l'histoire de l'humanité, et d'autres espèces, tant à l'époque moderne qu'à des milliards d'années dans le passé et l'avenir.
Greta Forzane, la narratrice principale, sert dans une station de récupération, un endroit hors du temps, sorte de cabaret dédié au repos des soldats. Tous sont mélancoliques et fatalistes car ils ont conscience que la guerre ronge le continuum espace-temps et qu'ils n'auront finalement plus d’Histoire à manipuler, plus nulle part où aller.
Un jour, ils ont la surprise d'apprendre que l'équipe à peine arrivée doit aussitôt repartir, pour une mission de la dernière chance qui pourrait donner le coup de grâce au Temps. Révolté, l'un d'eux s'arrange pour sceller l'Endroit.
Soldats et « amuseurs » s'affrontent pour trouver la clé de ce huis clos et éviter la colère de leurs chefs inconnus.

## Éditions françaises
- OPTA, Galaxie, publié dans les numéros 4 et 5 d'août 1964 et de septembre 1964 sous le titre Guerre dans le néant
- in recueil Le Grand Jeu du temps, Librairie des Champs-Élysées, coll. « Le Masque Science-fiction », 1978, sous le titre La Guerre des modifications (le recueil contient également la nouvelle L'Homme de guerre qui se rattache au Cycle de la Guerre modificatrice).